# Khavaran
Khavaran  est un quartier du sud-est de Téhéran. C'est dans ce quartier que se trouve le cimetière pour les minorités hindoue et chrétienne et plus récemment baha'ie de Khavaran. Le cimetière contient aussi des centaines de corps des victimes de l'exécution des prisonniers politiques iraniens de 1988.